# Генштедт-Ульцбург
Генштедт-Ульцбург (нім. Henstedt-Ulzburg) — громада в Німеччині, розташована в землі Шлезвіг-Гольштейн. Входить до складу району Зегеберг.
Площа — 39,47 км2. Населення становить 28 001 ос. (станом на 31 грудня 2020).